# Алимжанов, Нурлан Баянгалиевич
Нурлан Баянгалиевич Алимжанов (каз. Нұрлан Баянғалиұлы Әлімжан, 29 апреля 1984, Боровое, Казахская ССР) — казахский актёр, певец, композитор, телеведущий, Заслуженный деятель Казахстана. Получил широкую известность как исполнитель роли Нурсултана Назарбаева в киноэпопее «Путь лидера».

## Биография
Нурлан Алимжанов родился 29 апреля 1984 года в селе Боровое Акмолинской области Казахской ССР. Отец актёра, казахский поэт, писатель, Заслуженный деятель Казахстана, — Баянгали Токанович Алимжанов. После окончания средней школы продолжил обучение в Казахской национальной академии искусств имени Т. К. Жургенова. Ещё во время учёбы Нурлан Алимжанов начинает играть в спектаклях ТЮЗа, однако, всё больше отдаёт предпочтение работе киноактёра. Популярность актёру принесла роль Куаныша в сериале «Братья».
Наибольшую известность Нурлану Алимжанову принесла роль Нурсултана Назарбаева в киноэпопее «Путь лидера», состоящей из четырёх фильмов: «Небо моего детства» (2011), «Огненная река» (2013), «Железная гора» (2013) и «Разрывая замкнутый круг» (2014). Нурсултан Назарбаев высоко оценил работу актёра в этих картинах, отметив его большое внешнее сходство с собой — за создание на экране образа Президента Казахстана Нурлану Алимжанову в 2013 году было присвоено звание Заслуженного деятеля Казахстана.
Нурлан Алимжанов известен в Казахстане, как популярный певец и композитор, чьи песни неоднократно занимали верхние строчки местных чартов. Актёр, также, является ведущим популярного телевизионного шоу «Жұлдызды дода» (Звездные войны) на канале «Хабар».
С 16 августа 2019 года — депутат мажилиса парламента Казахстана.

## Фильмография
- 2006 — Грех Шолпан — Азимбай[2]
- 2008 — Бахсы — Арман
- 2009 — Братья (сериал) — Куаныш
- 2011 — Небо моего детства — Нурсултан Назарбаев
- 2012 — Войско Мын Бала — Касым
- 2012 — Братья 2 (сериал) — Куаныш
- 2013 — Железная гора — Нурсултан Назарбаев
- 2013 — Путь лидера — Нурсултан Назарбаев
- 2014 — Разрывая замкнутый круг — Нурсултан Назарбаев[10]
- 2019 — Хийморь (мнг)  — молодой казах

## Награды
- Заслуженный деятель Казахстана (2013)
- Лауреат премии «Жас Тұлпар», за достижения в сфере культуры и искусства (2013)
- Лауреат Премии Фонда Первого Президента Республики Казахстан (2015)
- Лауреат премии Союза молодежи Республики Казахстан «Серпер»
- Благодарственное письмо Президента Республики Казахстан Касым-Жомарта Токаева (5 июля 2019 года)